# Wereldkampioenschappen baanwielrennen 1903
De wereldkampioenschappen baanwielrennen 1903 werden van 16 tot en met 22 augustus 1903 gehouden in het Deense Kopenhagen. Er stonden vier onderdelen op het programma, twee voor beroepsrenners en twee voor amateurs.

## Uitslagen

### Beroepsrenners
| Onderdeel | Goud       | Goud               | Zilver            | Zilver        | Brons             | Brons            |
| --------- | ---------- | ------------------ | ----------------- | ------------- | ----------------- | ---------------- |
| Sprint    | Denemarken | Thorvald Ellegaard | Duitse Keizerrijk | Willy Arend   | Nederland         | Harie Meijers    |
| Stayeren  | Nederland  | Piet Dickentman    | Duitse Keizerrijk | Thaddäus Robl | Duitse Keizerrijk | Alfred Görnemann |

### Amateurs
| Onderdeel | Goud                | Goud            | Zilver              | Zilver             | Brons             | Brons           |
| --------- | ------------------- | --------------- | ------------------- | ------------------ | ----------------- | --------------- |
| Sprint    | Verenigd Koninkrijk | Arthur Reed     | Verenigd Koninkrijk | Jimmy Benyon       | Denemarken        | C. Hellemann    |
| Stayeren  | Zwitserland         | Edmond Audemars | Italië              | Vittorio Carlevaro | Duitse Keizerrijk | Reinhold Herzog |

### Medaillespiegel
| Plaats | Land                | Goud | Zilver | Brons | Totaal |
| 1      | Verenigd Koninkrijk | 1    | 1      | 0     | 2      |
| 2      | Denemarken          | 1    | 0      | 1     | 2      |
| 2      | Nederland           | 1    | 0      | 1     | 2      |
| 4      | Zwitserland         | 1    | 0      | 0     | 1      |
| 5      | Duitse Keizerrijk   | 0    | 2      | 2     | 4      |
| 6      | Italië              | 0    | 1      | 0     | 1      |
| Totaal | Totaal              | 4    | 4      | 4     | 12     |

Edities

1893 ·
1894 ·
1895 ·
1896 ·
1897 ·
1898 ·
1899 ·
1900 ·
1901 ·
1902 ·
1903 ·
1904 ·
1905 ·
1906 ·
1907 ·
1908 ·
1909 ·
1910 ·
1911 ·
1912 ·
1913 ·
1914 ·
1915 · 1916 · 1917 · 1918 · 1919 ·
1920 ·
1921 ·
1922 ·
1923 ·
1924 ·
1925 ·
1926 ·
1927 ·
1928 ·
1929 ·
1930 ·
1931 ·
1932 ·
1933 ·
1934 ·
1935 ·
1936 ·
1937 ·
1938 ·
1939 ·
1940 · 1941 · 1942 · 1943 · 1944 · 1945 ·
1946 ·
1947 ·
1948 ·
1949 ·
1950 ·
1951 ·
1952 ·
1953 ·
1954 ·
1955 ·
1956 ·
1957 ·
1958 ·
1959 ·
1960 ·
1961 ·
1962 ·
1963 ·
1964 ·
1965 ·
1966 ·
1967 ·
1968 ·
1969 ·
1970 ·
1971 ·
1972 ·
1973 ·
1974 ·
1975 ·
1976 ·
1977 ·
1978 ·
1979 ·
1980 ·
1981 ·
1982 ·
1983 ·
1984 ·
1985 ·
1986 ·
1987 ·
1988 ·
1989 ·
1990 ·
1991 ·
1992 ·
1993 ·
1994 ·
1995 ·
1996 ·
1997 ·
1998 ·
1999 ·
2000 ·
2001 ·
2002 ·
2003 ·
2004 ·
2005 ·
2006 ·
2007 ·
2008 ·
2009 ·
2010 ·
2011 ·
2012 · 
2013 · 
2014 · 
2015 · 
2016 · 
2017 · 
2018 · 
2019 · 
2020 · 
2021 · 
2022 · 
2023 ·
2024 ·
2025 ·

Onderdelen

Achtervolging (individueel) · 
afvalkoers · 
keirin · 
koppelkoers · 
omnium · 
ploegenachtervolging · 
puntenkoers · 
scratch · 
sprint · 
teamsprint ·  
tijdrijden

Voormalig:
stayeren ·
tandem